# Forests de pluja del nord d'Annamites

## Ubicació i descripció general
L'ecoregió dels boscos plujosos dels Annamites del Nord es troba principalment a Laos, però amb una àrea significativa a la cresta de la serralada Annamita del Vietnam. Els substrats geològics són variats en aquesta ecoregió, però hi ha àmplies àrees de topografia càrstica calcària. Les condicions climàtiques sovint canvien bruscament al llarg de la cresta de la muntanya. La menor quantitat d'humitat dels vents monsònics del nord-est produeix precipitacions anuals mitjanes en hàbitats muntanyencs d'aquesta ecoregió a Laos, que són inferiors a 1.500-2.500 mil·límetres i més estacionals que les de les Selves de les terres baixes del Vietnam del Nord. Tot i això, les cotes més elevades produeixen temperatures més fresques i, per tant, condicions diferents per al creixement de les plantes.

## Flora
Aquesta ecoregió mostra fortes relacions florístiques amb les muntanyes del nord del Vietnam i el sud de la Xina i amb zones més meridionals de la serralada Annamita. Els nivells d'endemisme de les plantes vasculars són elevats.
Els boscos de muntanya inferior mèsics (semi-humits) a 800–1200 metres a la serralada Annamita nord consisteixen generalment en un dosser forestal de dos nivells que arriba fins a uns 15–25 m d'alçada. Els elements florístics dominants d'aquest bosc són les Myrtaceae, les Fagaceae, les Elaeocarpaceae i les Lauraceae, d'alt endemisme. També destaca en aquesta comunitat forestal la presència d'espècies de Podocarpaceae. Els epífits, particularment les orquídies, són abundants i rics en espècies endèmiques. La densa estructura de marquesina del bosc de muntanya humida no pertorbada permet que poca llum penetri fins al nivell del sòl, de manera que la vegetació subterrània és escassa. Tanmateix, el sotabosc en zones obertes del bosc acostuma a donar suport a gruixos de bambú llenyós (Chimonobambusa i Dendrocalamus). S'ha suggerit que els tifons que arriben regularment a aquesta zona proporcionen un règim de pertorbació natural que obre contínuament la marquesina i afavoreix el creixement del bambú.
Llocs menys mèsics amb sòls prims i àcids a elevacions fins a 1.500 m sovint donen suport als boscos de pins amb Pinus kesiya com a espècie dominant. En condicions de creixement raonables, P. kesiya assoleix els 20–30 m d'alçada. Els arbres més comuns de P. kesiya són Keteleeria evelyniana, Pieris ovalifolia, Schima wallichii i Tristania merguensis. L'incendi freqüent sembla que afavoreix l'establiment i el manteniment d'aquests boscos de pins a costa de les fustes dures. Una segona comunitat de boscos de coníferes obertes a les zones muntanyes del nord del Laos està dominada per Keteleeria evelyniana, que pot aparèixer en estands purs o barrejats amb Pinus kesiya i espècies de Fagaceae. La ceteleeria pot arribar fins als 35 m d'altura i es produeix des de zones subtropicals del sud de la Xina cap al sud fins a Laos i Vietnam.
Els boscos de muntanyes humides d'uns 1.200-1.800 m poden suportar un ric bosc dominat per Fokienia hodginsii, Podocarpus imbricatus i Cunninghamia lanceolata. Fokienia pot arribar als 40–50 m d'altura i 1,5 m de diàmetre en aquesta comunitat. Les condicions fredes i humides d'aquests boscos de Fokienia promouen sovint un exuberant creixement d'epífits criptogàmics i una acumulació de jaç de matèria orgànica al sòl del bosc.

## Fauna
Espècies de mamífers endèmics i gairebé endèmics. Espècies de les famílies: Cercopithecidae: Semnopithecus francoisi, Hylobatidae, Hylobates gabriellae, Bovidae Pseudoryx nghetinhensis* Cervidae (Megamuntiacus vuquangensis*, Muntiacus truongsonensis* ), Cercopithecidae Pygathrix nemaeus.
Un asterisc significa que la distribució geogràfica de l'espècie es limita a l'ecoregió.
L'ecoregió continua mostrant les seves veritables riqueses en quant a diversitat biològica. A cada nou estudi es presenten noves espècies de mamífers, aus, peixos, rèptils, papallones i plantes. Dels 134 mamífers ara coneguts de l'ecoregió, tres són espècies gairebé endèmiques i quatre són endèmiques.

## Protecció

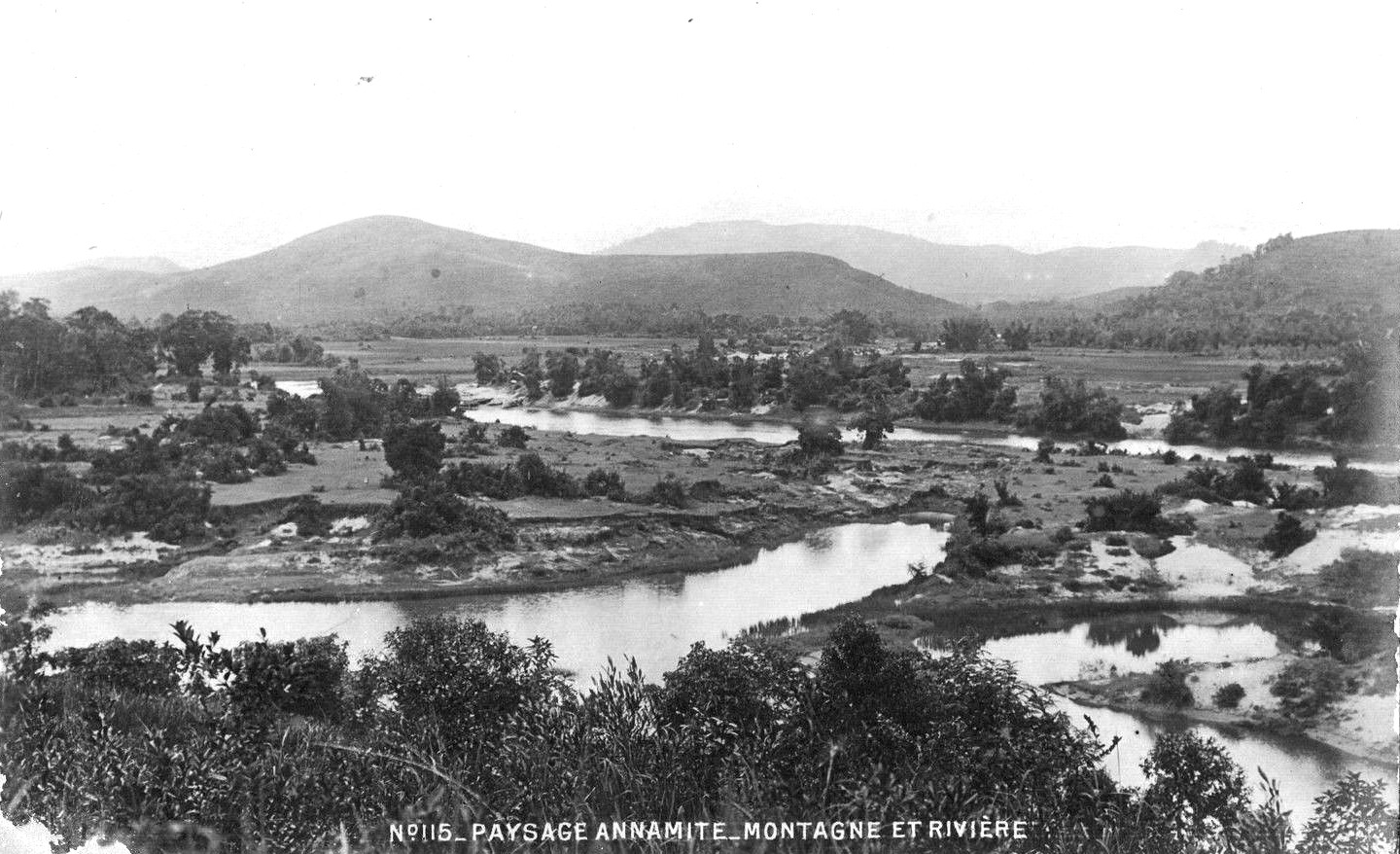
Paisatge del riu Roig travessant turons d'Annamita al voltant de l'any 1900

Als annamites centrals encara hi ha grans restes de bosc que encara afecten l'atac humà. En col·laboració amb el govern vietnamita i patrocinadors internacionals, WWF va establir amb èxit un gran paisatge protegit que abasta aproximadament 3.000 km². Aquest paisatge s'estén des de la costa vietnamita fins a la frontera de la RDP de Laos i connecta boscos abans fragments per formar un paisatge protegit continu. Inclou dos parcs nacionals que, estan enllaçats a través de reserves naturals addicionals i passadissos protegits, donant al Saola i altres animals un espai per a la migració. Altres dos grans corredors paisatgístics protegits també s'uneixen a les reserves de Saola al Vietnam amb el parc nacional Xe Sap a Laos. En conjunt, aquestes zones continuaran formant un hàbitat protegit per a la vida salvatge que sigui menys vulnerable als impactes del desenvolupament, el canvi climàtic i la pressió humana.